# Великий Порог
Великий Порог — деревня в Боровичском муниципальном районе Новгородской области, относится к Опеченскому сельскому поселению.

## История
На рубеже VIII—IX веков Великий Порог являлся одним из крупнейших поселений на левом берегу Мсты. В XVII веке поселение было многолюдным. Через село Великий Порог проходил Устюженский тракт, соединявший два города — Новгород и Устюжну. В престольный праздник Флора и Лавра (31 августа) в селе раньше проходила ярмарка.

## Географические сведения
Расположена на левом берегу реки Мста в 15 км к юго-востоку от города Боровичи и в 2 км к западу от Опеченского Посада и Опеченского Рядка. Название связано с Боровичскими порогами в районе деревни, причём на противоположном берегу Мсты расположена деревня Малый Порог. Расположена на переходе моренной гряды в древние пойменные террасы. Почвенный покров представлен залежными дерново-подзолистыми почвами на моренах и двучленных отложениях голоценового возраста. Растительность - разнотравные луга с признаками закустаривания и вторичного облесения. В 80-х годов ландшафты претерпели коренную мелиорацию - была проведена механизированная уборка валунов, борьба с кустарником, открытый дренаж и мелиоративные канавы. Существует сад на месте закрывшейся средней школы. Сад представлен многолетним древостоем из березы, ели, сосны и подроста. Имеется действующий храм св. мучеников Флора и Лавра, реставрация которого осуществляется более 20 лет. Село соединяется с дер. Малый Порог подвесным мостом через реку Мста. Имеется  пожарный водоем. Центральная улица имеет асфальтовое покрытие. Газификации и центрального водоснабжения нет. 